# Mil Mi-2
Mil Mi-2 (Ruski: Ми-2, NATO naziv "Hoplite") je Sovjetski mali lako oklopljeni transportni helikopter koji je mogao vršiti i misije bliske podrške kad bi bio opremljen s dodatnim naoružanjem.

## Razvoj
U rujnu 1961. Mil izvodi prvi let jednog od dva V-2 (Mi-2) prototipa. Predstavljao je sovjetski odgovor na Američki Bell UH-1 Huey, te je zapravo prerađeni Mil Mi-1 kojeg su pokretale dvije Isotov GTD-350 turbo mlazne turbine. Izgledom izvana podsjećao je na Mi-1 ali se i razlikovao po nekim bitnim detaljima. Motori su bili smješteni iznad kabine (za razliku od Mi-1 čiji je motor bio smješten unutar helikoptera) što je omogućilo proširenje unutarnjeg prostora, te je učinilo helikopter dosta stabilnijim.

### Opis
Dvije Isotov GTD-350 turbo mlazne turbine od 298 kW (svaka) su pokretale trokraki glavni rotor i dvokraki repni rotor. Glavni rotor je izrađen od metalne "kralježnice" te je presvučen slojem metala ili fiberglasa.  Podvozje je fiksirano, tricikl konfiguracije s tim da prednji dio ima dvostruke kotače a stražnji samo po jedan. Imaju i mogućnost spajanja skija prilikom djelovanja u snježnim uvjetima. Posada je ulazila preko dvostrukih vrata na desnoj strani letjelice te preko jednih vrata s lijeve strane. Ukupni kapacitet goriva je iznosio 839 litara, a gorivo je bilo smješteno u gumenom glavnom rezervoaru zapremnine 600 L smještenom u podu, te pomoćnom zapremnine 238 L koji se mogao spojiti izvana sa svake strane.

Mi-2 je imao sjedište za pilota s lijeve strane, ali nije imao i drugo sjedište za kopilota. Kao višenamjenski transporter, mogao je ponijeti osam putnika i pilota u klimatiziranoj kabini, ili 700 kg unutarnjog tereta ili 800 kg vanjskog tereta.
Imao je i mogućnost spajanja dizalice iznad vrata nosivosti 150 kg za misije potrage i spašavanja. U ulozi zračne medicinske pomoći mogao je ponijeti 4 nosila te medicinsko osoblje, te 500 L kemikalija kada bi obnašao ulogu zaprašivača polja.

## Operativna uporaba
Kako su u trenutku početka proizvodnje Mi-2 sovjetski proizvodni kapaciteti bii puni, proizvodnja je preseljena u Poljsku. 1964. potpisan je sporazum s tvornicom PZL Swidnikom o proizvodnji helikoptera i motora. Prvi PZL-ov Mi-2 je prvi put poletio u studenom 1965. Do kraja proizvodnje u ranim 80-ima proizvedeno je oko 5.520 helikoptera. Kao i kod druge sovjetske opreme, Mi-2 se intenzivno izvozio u zemlje Varšavskog pakta te druge prijateljske zemlje. Neke helikoptere, koje su koristile bliskoitočne zemlje, je zarobio i Izrael u lokalnim sukobima.
 Kasnije tijekom proizvodnje je predstavljena i inačica Mi-2B koja je imala bolji električni sustav i nova navigacijska pomagala. U kasnim 70-ima PZL Swidnik je razvio i inačicu s američkim Alison turbo-osovinskim motorima, poznatiju pod imenom Kania s nekoliko izrađenih jedinica. Velik broj zrakoplova je i danas aktivan u svijetu.

## Inačice
- V-2 - Prototip
- Mi-2A i B - Poboljšane inačice
- Mi-2FM - Izviđačka inačica.
- Mi-2P - Transportna inačica kapaciteta 6 putnika.
- Mi-2R - Inačica za radove u poljoprivredi.
- Mi-2RM - Mornarička inačica za spašavanje na moru.[2]
- Mi-2US - Verzija za vatrenu potporu pješadiji. Imala je ugrađeni 23 mm NS-26KM top na desnoj strani trupa i kapsule s dvostrukim 7,62 mm strojnicama.
- Mi-2URN Zmija - Naoružana izviđačka inačica opremljena s 23 mm NS-23 strojnicom te s dva lansera nevođenih raketa.
- Mi-2URP Salamandra - Inačica namijenjena protu-tenkovskoj borbi naoružana s ukupno četiri 9M14M Maljutka rakete. Ovi helikopteri su kasnije opremljeni i s 9M32 Strela-2 raketama koje su korištene tijekom misija eskorta.
- Mi-2 Plus - Unaprijeđeni Mi-2 s novim GTD-250W2 motorima.

## Korisnici
- Afganistan
- Albanija
- Alžir
- Armenija
- Azerbajdžan
- Bjelorusija
- Bugarska
- Čehoslovačka
- Češka
- Džibuti
- Estonija
- Etiopija
- Kambodža
- Gruzija

## Tehničke karakteristike (Mi-2M)
Izvori podataka: 
Osnovne karakteristike
- posada: 1-2
- kapacitet: 8 putnika
- promjer rotora: 14,5 m
- visina: 3,75 m

Letne karakteristike
- najveća brzina: 210 km/h
- ekonomska brzina: 200 km/h
- dolet: 170 km (s punim teretom)
- najveća visina leta: 4000 m
- motor: 2 x Izotov GTD-350P